# Volpone
Volpone o el zorro (Volpone; or, The Fox) es una comedia de Ben Jonson. Fue producida en 1606 y contiene elementos descriptivos de la vida en Londres, comedia negra y fábula. Se trata de una sátira de la avaricia y la lujuria. Ha permanecido, hasta la fecha, como la obra de Jonson que más veces ha sido llevada a la escena, y es una de las obras más importantes de la época jacobina. 

## Personajes principales
- Volpone (el zorro) – noble veneciano, avaro y sin descendencia o posibles herederos.
- Mosca – su sirviente.
- Voltore (el buitre) – letrado.
- Corbaccio (corneja) – viejo avaricioso.
- Bonario – hijo de Corbaccio.
- Corvino (el cuervo) – mercader.
- Celia – esposa de Corvino.

## El texto
La obra apareció en quarto a comienzos de 1607. Fue impresa por Walter Burre. El quarto contiene la dedicatoria de Jonson a las universidades de Oxford y Cambridge, así como un gran número de versos elogiosos, en inglés y latín, de otros poetas como Francis Beaumont y John Fletcher. Su siguiente aparición sería en folio, en 1616, y esta última, presumiblemente revisada por Jonson, es la base de casi todas las ediciones modernas.

## Argumento
Volpone, un noble veneciano, finge estar en su lecho de muerte después de una larga enfermedad con el fin de engañar a Voltore, Corbaccio y Corvino, que tratan de ser elegidos herederos de la fortuna de Volpone. Estos tres personajes van llegando por turnos con toda clase de regalos cada vez más extravagantes. Mosca, el sirviente de Volpone, les manipula haciendo que cada uno se crea el favorito de Volpone, hasta el punto de lograr que Corbaccio desherede a su propio hijo en favor de Volpone. 
En cierto momento Mosca menciona que Corvino tiene una esposa muy bella, Celia, y Volpone decide ir a verla disfrazado de Scoto el charlatán, un vendedor de remedios "mágicos". Corvino consigue echarlo como Scoto, pero Volpone está ahora decidido a pasar una noche con Celia, por lo que Mosca dice a Corvino que Volpone empeorara si hace el amor con una mujer joven, y para que Volpone empeore y así Corvino tenga su herencia con antelación, Corvino le ofrece a Celia. 
Justo antes de que Corvino y Celia deban llegar a casa de Volpone, el hijo de Corbaccio, Bonario llega en el mismo momento en que su padre le está desheredando. Mosca trata de retenerlo en otra habitación. Mientras, Volpone es dejado a solas con Celia, a la que intenta seducir con promesas de lujo y fantasías, pero sin conseguirlo, por lo que finalmente intenta violarla. Bonario ve esto, e irrumpiendo, salva a Celia. Sin embargo, en la escena inmediatamente posterior la verdad queda oculta y tergiversada a través de las mentiras de Mosca, Volpone y sus tres "preferidos", que deciden llevar a Bonario y Celia a juicio. 
En este momento, Volpone decide disfrazarse de oficial y anunciar su propia muerte y la noticia de que Mosca es el único heredero de la fortuna. Esto despierta la ira de Voltore, Corbaccio y Corvino, que piden regresar de nuevo a la corte. Volpone quiere ahora recuperar su nombre, pero Mosca rechaza abandonar su nueva situación de poder, y Volpone se ve forzado a desvelar todo con el fin de no ser condenado. Finalmente, Volpone, Voltore, Corbaccio, Corvino y especialmente Mosca son castigados por los magistrados. 
El argumento principal está aderezado con uno secundario, protagonizado por los viajeros ingleses Sir y Lady Politic Would-Be y el Peregrino. Sir Politic habla constantemente de sus planes de negocios, mientras que Lady Politic aburre a Volpone con su constante charla. Mosca coordina un encuentro que acaba ofendiendo al sofisticado peregrino y humilla a Sir Politic diciéndole que va a ser arrestado por sedición, por lo que este corre a esconderse dentro de un caparazón de tortuga gigante.

## Adaptaciones
- En 1918 el tema de un hombre que finge su propia muerte para trucar a sus amigos es recuperado por Puccini en la tercera parte de Il Trittico, titulada Gianni Schicci.

- Volpone también fue a adaptada por Jules Romains y Stefan Zweig, siendo puesta en escena en 1928 por Charles Dullin. El final de la obra fue adaptado, con Mosca obteniendo el dinero de Volpone.

- Esta versión sirvió a Maurice Tourneur para su película de 1940 Volpone (1940) y a George Antheil para la ópera homónima de 1953.

- En abril de 1944, el compositor Emile Goué escribió una música para la representación realizada en el Oflag XB de Nienburg sobre Weser.

- La adaptación de Ian McLellan Hunter y Ring Lardner Jr. para la comedia musical representada en Broadway en 1964 desplaza la intriga al Yukón de 1898. La música fue compuesta por Robert Emmett Dolan, y las canciones por Johnny Mercer. La obra fue representada 72 veces.

- La adaptación al teatro de Sly Fox, de Larry Gelbart, traslada la obra de la Venecia renacentista a la del siglo XIX, creando una farsa de la sátira inicial.

- Mujeres en Venecia (The Honey Pot) es una película de Joseph Mankiewicz, realizada en 1967 e inspirada en Volpone, con algunos toques de intriga amorosa. Está protagonizada por Rex Harrison en el papel de Volpone, Cliff Robertson como Mosca («McFly») y Maggie Smith.

- Otra adaptación puesta en escena por Jean Meyer y Pierre Sabbagh fue diferida en 1978 en la televisión francesa.

- También sirvió de base para la trama principal de la telenovela Um Sonho a Mais en 1985, de la cadena brasileña Rede Globo.

- Éric-Emmanuel Schmitt adaptó la pieza para el telefilm Volpone de Frédéric Auburtin en el 2003.

- En el 2009, se realizó una adaptación en Lima, Perú de la obra, en el Teatro Británico Peruano. Esta adaptación, siendo fiel al original, sitúa la acción en la Lima colonial del Siglo XVIII, con el juicio celebrándose ante la Real Audiencia del Virrey Amat.